# 마카오 기본법
마카오 기본법, 즉 중화인민공화국 마카오 특별행정구 기본법(중국어: 中華人民共和國澳門特別行政區基本法)은 마카오 조직장정을 대체하는 마카오 설립 기본법이다. 1993년 3월 31일 중국 전국인민대표대회에서 채택되었고 장쩌민 주석이 공포했다. 마카오에 대한 주권이 포르투갈에서 중국으로 이양된 후 1999년 12월 20일에 발효되었다.

## 같이 보기
- 기본법